# Endyma

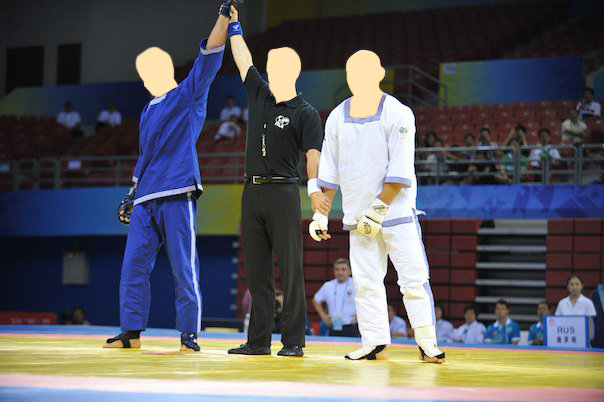
Tenues du Pankration.

L'endyma (endymata au pluriel) est l'uniforme porté au Pankration du World Grappling and Pankration Committee (WGPC), pancrace sportif pratiqué sous l'égide de la FILA. Il existe en bleu et en blanc pour les compétitions officielles.
Il se compose du « Periskelis » (pantalon en toile) et du « Chitonion » (veste en toile).

## Periskelis et chitonion
Le Periskelis est bleu ou blanc, avec une frise en méandre[pas clair] sur les côtés.
Le Chitonion est une tunique à manches mi-longues et à col carré entouré de la même frise que le Periskelis. Il est bleu ou blanc.
Depuis un an[Quand ?], de nouvelles épreuves de Pancrace ont débuté. Les combats "Gi" (port d'un kimono comme au judo, bleu ou blanc) et les combats "No Gi" (port d'un short et rashguard (en) bleus ou blancs).
La tenue officielle d'origine[Quand ?] du corps d'arbitrage au Pankration Athlima (pancrace sportif) était également l'endyma. À la différence des athlètes, l'endyma des "Hellanodikes" (arbitres) était de couleur rouge (haut et bas). Les arbitres sont désormais[Quand ?] vêtus d'un pantalon et polo noirs ainsi que d'une paire de chaussures de sport noires.

## Équipements
L'équipement du pancratiaste est donc constitué de son endyma et de ses protections obligatoires : les gants de frappes semi-ouverts bleus ou blancs (type free fight, combat libre...), les protèges-tibias+pieds bleus ou blancs, le protège-dents et la coquille. Le protège-poitrine pour les femmes est facultatif.
Les arbitres sont équipés de manchettes bleue et blanche aux poignets.